# Rio Middle Fork Koyukuk
O rio Middle Fork Koyukuk é um afluente do rio Koyukuk, com aproximadamente 100 quilômetros de extensão, localizado no estado do Alasca, Estados Unidos. Forma-se pela confluência dos rios Bettles e Dietrich nas proximidades de Wiseman, na vertente sul da cordilheira Brooks, e segue em direção sudoeste até encontrar o ramo norte do rio Koyukuk, com o qual forma o curso principal do rio Koyukuk.
Desde sua nascente, levemente ao norte do Monte Sukakpak, o rio corre geralmente para sul ou sudoeste em seus trechos superiores. A Dalton Highway e o Oleoduto Trans-Alasca acompanham o curso do rio aproximadamente até o ponto situado entre o Monte Twelvemile, na margem direita, e o Monte Cathedral, na margem esquerda, ao sul de Coldfoot. Mais ao sul, na região conhecida como Tramway Bar, o rio passa a correr em direção oeste até sua confluência com o ramo norte do Koyukuk.

## Navegação
O ramo central do rio Koyukuk é navegável por diversos tipos de embarcações ao longo de todo o seu percurso. O rio é classificado como Classe I (fácil) na Escala Internacional de Dificuldade de Rios. Entre os principais riscos destacam-se estruturas de pontes nas porções superiores e a presença de ursos-negros e ursos-pardos.
O acesso ao rio é facilitado por diversos pontos ao longo da Dalton Highway. Aeronaves fretadas podem pousar em Dietrich, próximo à nascente do rio, e voos regulares atendem as localidades de Wiseman e Coldfoot. Mais a jusante, já ao longo do curso principal do rio Koyukuk, há voos comerciais que operam em Bettles e Allakaket.